# Іскіно
І́скіно (рос. Искино, башк. Искин) — присілок у складі Башкортостану, Росія. Входить до складу Уфимського міського округу, Кіровського району міста Уфа.
Населення — 567 осіб (2010, 467 у 2002).
Національний склад:
- росіяни — 72 %